# Synema laticeps
Synema laticeps är en spindelart som beskrevs av Dahl 1907. Synema laticeps ingår i släktet Synema och familjen krabbspindlar. Inga underarter finns listade i Catalogue of Life.